# La Coupée
La Coupée är ett näs i kronbesittningen Guernsey. Det ligger i den östra delen av landet. La Coupée ligger 58 meter över havet. Det ligger på ön Sark.
Terrängen runt La Coupée är platt.